# 屠杀列表
本列表按照发生年代的先后顺序，列举世界历史上发生的重要屠杀事件。

## 13世紀以前
| 時間           | 事件                   | 罹難人數       | 地點                     | 備註 |
| -------------- | ---------------------- | -------------- | ------------------------ | --- |
| 前334年        | 底比斯滅亡             | 6000至8000人   | 希臘                     | |
| 前260年        | 長平之戰               | 传说40萬人     | 中國大陸山西高平         | 白起指揮秦軍屠殺趙國戰俘。 |
| 前212年        | 焚书坑儒               | 约460人        | 中國大陸陕西咸阳         | 依史記·秦始皇本紀與儒林列傳, 被屠者包含方士與儒生 |
| 前207年        | 新安殺降               | 约20余万人     | 中国大陸河南义马         | 巨鹿之战後，项羽下令坑秦降卒二十餘萬人。 |
| 前149年        | 迦太基圍城戰           | 45萬人         | 迦太基                   | |
| 前91年         | 巫蠱之禍               | 数万人         | 長安                     | |
| 66年           | 亚历山大骚乱           | 5万以上        | 埃及亞歷山卓             | 罗马帝国军和希腊人屠杀无辜的犹太人平民，老小不放过。 |
| 115年-117年    | 昔兰尼和賽普勒斯大屠杀 | 约46万         | 昔兰尼和賽普勒斯         | 犹太人对賽普勒斯的撕拉人进行大规模的灭族屠杀 |
| 165年          | 塞琉西亞大屠杀         | 约30万         | 伊拉克塞琉西亞           | 罗马帝国军杀死了约30万塞琉西亞的居民。 |
| 194年          | 曹操攻徐州之戰         | 数万至数十万人 | 中國大陸徐州地區         | 徐州牧陶謙殺害前太尉曹嵩，曹嵩之子兗州牧曹操起兵復仇討伐陶謙，被指「多所殘戮」和「凡殺男女數十萬人，雞犬無餘，泗水為之不流，自是五縣城保，無復行迹」。                                                                           |
| 200年          | 官渡之戰               | 數萬人         | 中國大陸河南中牟         | 官渡之戰後，曹操把偽裝投降的袁紹軍全部誅殺，史載：「余眾偽降，曹操盡坑之，前後所殺八萬人。」 |
| 311年          | 永嘉之亂               | 3萬余人        | 中國大陸河南洛陽         | 五胡亂華中，劉聰派劉曜、王彌率領胡人軍隊攻破西晉的都城洛陽，俘獲晉懷帝，殺王公士民三萬餘人。 |
| 350年          | 冉閔殺胡               | 超過20萬人     | 中國大陸北方             | 冉閔發動後趙漢人屠殺胡人，導致有大量胡人被屠殺，「一日之中，斬首數萬。閔親帥趙人以誅胡、羯，無貴賤、男女、少長皆斬之，死者二十餘萬，屍諸城外，悉爲野犬豺狼所食。其屯戍四方者，閔皆以書命趙人爲將帥者誅之，或高鼻多鬚濫死者半。」 |
| 395年          | 參合陂殺俘             | 4萬至5萬人     | 中國大陸山西陽高         | 參合陂之戰後，北魏屠殺後燕降兵。 |
| 459年          | 广陵屠杀               | 约三千人       | 中国大陸广陵郡广陵縣     | 竟陵王刘诞据广陵城叛乱，刘宋宋孝武帝平定后叛乱，「悉诛城内男丁，以女口为军赏。」 |
| 532年          | 尼卡暴動               | 3萬人          | 君士坦丁堡               | 查士丁尼一世镇压反对者。 |
| 548年          | 侯景之乱               | 不详           | 中国大陸建康郡及周边地区 | 侯景发动叛乱，攻破建康，事后派军在建康及周边地区大肆烧杀抢掠。 |
| 627年          | 古萊扎屠殺             | 300至600人     | 麥地那                   | 穆斯林屠殺已投降的猶太部落古萊扎族的男丁；有人估計多達800至900人被屠殺。 |
| 782年10月      | 佛登大屠殺             | 4500人         | 神聖羅馬帝國薩克森弗利登 | 佛登大屠殺是撒克遜戰爭期間發生的事件，法蘭克國王查理曼在782年10月下令殺死4,500名撒克遜人。 |
| 878年          | 王仙芝攻陷江陵城       | 接近40万人     | 中国大陸江陵城           | 王仙芝軍故意焚烧杀掠江陵城的约10万户，之前江陵城有30万户，约150万人。 |
| 879年          | 黃巢廣州殺胡商         | 12萬至20万人   | 中國大陸廣州             | 黃巢軍屠殺廣州穆斯林（阿拉伯、波斯人等）、猶太教徒及拜火教徒等。 |
| 965年          | 宋殺後蜀降兵           | 2萬7千人       | 中国大陸成都             | 宋滅後蜀後，宋將王全斌屠殺後蜀降兵二萬七千人於成都夾城中。 |
| 1076年         | 邕州大屠殺             | 5萬8千人       | 中國大陸南寧             | 宋越熙宁战争中，交趾軍隊攻破邕州城（今南寧）後，屠殺郡民五萬餘人。 |
| 1098年         | 安提阿包圍戰           | 2萬人          | 安提阿                   | 第一次十字軍東征對安提阿居民的大屠殺。 |
| 1099年         | 耶路撒冷包圍戰         | 7萬人          | 耶路撒冷                 | 第一次十字軍東征對耶路撒冷居民的大屠殺。 |
| 1221年         | 拖雷屠杀木鹿城中居民   | 超过100萬人    | 木鹿（今梅尔夫）         | 除去四百个工匠之外，其余人口被屠杀殆尽，城墙被毁。从此木鹿结束了繁荣的历史。 |
| 中世紀         | 天主教的獵巫事件       | 不詳           | 歐洲                     | 事件中遇害者多為婦女居多。 |
| 13世纪至16世纪 | 穆斯林军屠杀印度人     | 不明           | 印度                     | 穆斯林军杀死了印度人。 |

## 13至15世紀
| 時間           | 事件                       | 罹難人數                   | 地點               | 備註 |
| -------------- | -------------------------- | -------------------------- | ------------------ | --- |
| 1211年-1234年  | 蒙金戰爭蒙古軍屠殺女真人   | 约500万                    | 金朝               | 大约5百万女真人被蒙古军屠杀 |
| 1225年-1227年  | 蒙夏戰爭蒙古軍屠殺西夏国人 | 大约150万至300万           | 西夏国             | |
| 1231年-1278年  | 宋元戰爭蒙古軍屠殺四川人   | 不詳                       | 四川重慶           | 大量平民逃出四川，最终饿死或被杀，导致人口锐减，1162年四川有两百二十万户居民但到了公元1281年只剩十二万户。                                                                                              |
| 1258年1月      | 巴格達之役                 | 9萬人                      | 巴格達             | 旭烈兀攻占美索不达米亚伊斯兰哈里发的巴格达，把城内人全部驱赶出城外处决了一个星期，据蒙古秘史记载是除开技艺高超的几十个制造攻城武器（抛石机、冲撞机、攻城车、强弩等）的工匠和专家和学者之外，9万人被杀。 |
| 1296年         | 伯維克大屠殺               | 3萬人                      | 蘇格蘭伯維克       | 英格蘭軍隊入侵蘇格蘭後對當地居民的屠殺。 |
| 1381年         | 赫拉特                     | 约3万人                    | 大伊朗地区         | 帖木儿镇压赫拉特反叛的封建主，处决了支持反叛的平民和士兵们。 |
| 1387年         | 圍攻伊斯法罕               | 约7万人                    | 大伊朗地区         | 帖木儿镇压伊斯法罕的反叛。 |
| 1391年         | 萨马拉                     | 10万人                     | 东欧               | 帖木儿镇压并处决了萨马拉附近约10万降兵和平民。 |
| 1401年         | 锡瓦斯                     | 约1万人                    | 西亚的小亚细亚     | 帖木儿镇压并处决了锡瓦斯的平民和士兵。 |
| 1348年         | 黑死病猶太人起源謠言       | 6000至1.6萬人              | 美因茲、斯特拉斯堡 | 猶太人被誣指為黑死病起源而遭到屠殺。 |
| 1366年         | 毗奢耶那伽罗屠杀           | 約50萬                     | 印度毗奢耶那伽罗   | 巴赫曼尼苏丹国軍队在毗奢耶那伽罗城殺死了大約50萬印度人。 |
| 1376年至1393年 | 明初四大案                 | 数万人                     | 中國               | 明太祖屠殺功臣及其親屬。 |
| 1398年12月18日 | 德里大屠殺                 | 10萬人                     | 印度德里           | 帖木兒镇压德里城的叛乱。 |
| 1398年         | 印度北部大屠杀             | 约500万                    | 印度北部           | 大约500万个印度人被帖木儿的穆斯林军杀死在印度北部。 |
| 1400年         | 巴格达                     | 约9万                      | 美索不达米亚       | 帖木儿镇压巴格达城的叛乱。 |
| 1401年         | 大马士革                   | 约3万人                    | 叙利亚             | 帖木儿镇压大马士革的叛乱。 |
| 1402年         | 壬午之難                   | 不詳，但保守估计超過1000人 | 中國               | 明成祖在靖难之役成功篡位後，屠殺忠於建文帝的官員及其親屬。 |

## 16至19世紀
| 時間                    | 事件                   | 罹難人數                      | 地點                 | 備註 |
| ----------------------- | ---------------------- | ----------------------------- | -------------------- | --- |
| 16世纪                  | 美洲原住民遭屠杀       | 不詳                          | 南美洲與北美洲       | 造成阿茲特克帝國、印加帝國等文明滅亡，許多歐洲殖民者如埃爾南·科爾特斯及法蘭西斯科·皮薩羅皆涉及。其中哥倫布大交換所帶來的疾病(廣為傳播的天花)導致極多部落滅絕，但此為疾病感染，非屠殺。                                                               |
| 1520年                  | 斯德哥尔摩惨案         | 82                            | 斯德哥尔摩           | 丹麦国王克里斯蒂安二世为巩固并震慑瑞典而发动的政治清洗。 |
| 1572年8月24日           | 聖巴托洛繆大屠殺       | 5,000-3萬人                   | 法國                 | 主導人為當時法國皇太后凱瑟琳·德·美第奇。 |
| 1636年                  | 拉美島事件             | 約300人                       | 台灣琉球嶼           | 拉美島人遭捕捉、驅逐、奴役與屠殺，最終全社絕跡 |
| 1642年                  | 济南大屠殺             | 约12万人                      | 中國大陸山东济南     | 皇太极在攻占济南城之后对济南城发动屠杀和掠夺。 |
| 1645年5月20日           | 扬州十日               | 80萬人                        | 中國大陸揚州         | 清军攻佔揚州城所发动的屠殺。 |
| 1645年6月               | 嘉定三屠               | 約5至20萬人                   | 中國大陸上海嘉定区   | |
| 1645年8月               | 江陰屠杀               | 未知                          | 中國大陸江苏省江陰县 | |
| 1646年                  | 金華屠殺               | 5万余人                       | 中国大陸浙江省金华   | 清朝“贝勒”博洛在浙江金华府进行的一次屠城事件。 |
| 1649年                  | 南昌屠殺               | 不詳                          | 中國大陸江西南昌     | 清军攻占南昌之后，下令進行屠杀。 |
| 1650年11月24日至12月5日 | 庚寅之劫               | 不詳                          | 中國大陸廣州         | 尚可喜、耿繼茂指揮的清軍攻破廣州城後進行屠杀。 |
| 1603年到1820年          | 西班牙屠殺菲律賓華人   | 約10萬人                      | 西屬東印度菲律賓     | 西班牙殖民者對在菲華人進行六次大屠殺，近10萬人罹難。 |
| 1670年                  | 沙轆社之役             | 數百人                        | 大肚王國沙轆社       | 明鄭劉國軒入侵大肚王國，先後擊敗沙轆社、大肚社，並於沙轆社的屠殺了數百個平埔族軍人和平民（拍瀑拉族，Papora），全社只剩6人幸免於難，逼迫大肚社遷往埔里，水里社（今台中市龍井區）逃往水。                                                              |
| 1740年10月              | 紅溪惨案               | 約1萬人                       | 荷屬東印度雅加達     | 10月9日，荷蘭殖民當局以華人準備攻城為借口，命令城內華人交出一切利器，同時搜捕華僑，不論男女老幼，捉到便殺，對華人進行血腥洗劫。 |
| 1755年至1757年          | 准噶尔灭族             | 約50萬至80萬人                | 中国新疆             | 清军对准噶尔部的蒙古人进行大规模灭族 |
| 1821年                  | 伯羅奔尼撒大屠殺       | 1.5萬至6萬人                  | 希臘南部             | 奥斯曼帝国的军队攻占伯罗奔尼撒半岛后的屠杀。 |
| 1821年                  | 1821年君士坦丁堡大屠殺 | 3萬人                         | 奥斯曼帝国君士坦丁堡 | 鄂圖曼蘇丹為報復希臘爭取獨立，下令屠殺城中的希臘人。 |
| 1822年                  | 希俄斯大屠殺           | 約4.2萬人                     | 希臘希俄斯島         | |
| 1829年                  | 1829年美国辛辛那提屠杀 | 不详                          | 美国辛辛那提         | |
| 1851年2月15日至2月20日  | 反天主教徒騷亂         | 约500人                       | 新加坡               | 新加坡史上最多人喪生之騷亂。 |
| 1854年5月5日至5月17日   | 福建與潮州人騷亂       | 约480人                       | 新加坡               | |
| 1857年9月11日           | 山地草場屠殺事件       | 120–140人                     | 美國猶他州山地草場   | 一群摩門教徒民兵，其中一些身穿原住民服飾，和派尤特人搶劫並殺害了一批主要是來自阿肯色州的移民。 |
| 1862年至1873年          | 陝甘回變               | 不详                          | 中國大陸陝西及甘肅   | 回族和撒拉族與青海蒙古族、藏族、漢族、满族、中国犹太人和世俗化的准噶尔之間的種族衝突及屠殺。 |
| 1857年                  | 石隆门华工起义         | 约4000人                      | 马来西亚石隆门       | 当地华人矿业公司因不满砂拉越布鲁克王朝的政策而发动起义。 |
| 1863年7月13日至16日     | 纽约征兵暴动           | 120人                         | 美国纽约             | 南北戰爭期間，不滿徵兵制的許多美國紐約愛爾蘭裔工人，集體攻打北方政府的徵兵機構，主要理由是徵兵制度中，富人繳交300美金可免於兵役。另外，大量解放後的黑人搶奪勞工市場也是暴動主因之一。該暴動後來演變成攻擊黑人商店的大型暴動，持續4天後才被軍警鎮壓。 |
| 1864年7月               | 湘军南京屠城           | 数十万人                      | 中國大陸南京         | 曾國藩、曾國荃兄弟率湘軍破太平天國的天京（南京），對無辜平民展開屠城。 |
| 1894年11月              | 旅順大屠殺             | 2萬人                         | 中國大陸旅順         | 日軍於甲午戰爭期間在旅順屠殺中國平民。 |
| 1895年至1896年          | 乙未河湟事变           | 约10万人                      | 中国大陸青海及甘肃   | 青海、甘肃穆斯林民族发动反清起义，源于同一教派的两大苏菲門派之间的暴力争端。瓦哈比派鼓励依赫瓦尼派加入該派發動起义，结果被忠于清朝政府的穆斯林击溃。                                                                                                 |
| 1895年至1897年          | 哈米德大屠殺           | 8萬至30萬人                   | 鄂圖曼帝国           | 對境內亞美尼亞人的屠杀。 |
| 1895年                  | 乙未戰爭掃蕩           | 近40萬人 （與雲林大屠殺加總） | 台灣三角湧至六堆沿途 | 大日本帝國近衛師團對台灣平民進行無差別掃蕩及屠殺。 |
| 1896年6月               | 雲林大屠殺             | 6千至3萬人                    | 台灣雲林縣           | 大日本帝國第二旅團對台灣雲林平民進行大掃蕩（報復性屠殺），焚燬村莊56處，焚燬民房4925戶。 |
| 1897年                  | 克里特大屠殺           | 5.5萬人                       | 克里特島             | |
| 1900年6月至8月          | 太原教案               | 1.5万至2万人                  | 中国山西             | 义和团针对基督徒和传教士的屠杀事件。 |
| 1900年7月16日至21日     | 海蘭泡慘案             | 7000人                        | 中國大陸黑龍江       | 俄國軍隊於海蘭泡屠殺中國平民。 |
| 1900年7月17日至21日     | 江東六十四屯慘案       | 2000人                        | 中國大陸黑龍江       | 俄國軍隊於江東六十四屯屠殺中國平民。 |
| 1900年7月17日至20日     | 朱家河惨案             | 2000至3000人                  | 中国大陸衡水         | 天主教徒被义和团屠殺。 |

## 20世紀
| 時間                        | 事件                         | 罹難人數                      | 地點                                     | 備註 |
| --------------------------- | ---------------------------- | ----------------------------- | ---------------------------------------- | --- |
| 1909年                      | 阿達納屠殺                   | 约15000人                     | 奥斯曼帝国                               | 一場針對亚美尼亚人的屠杀。 |
| 1911年5月13日至15日         | 托雷翁大屠杀                 | 308人                         | 墨西哥托雷翁                             | 一场针对华人的屠杀。 |
| 1915年至1917年              | 亞美尼亞種族大屠殺           | 40萬至150萬人                 | 鄂圖曼帝国                               | 鄂圖曼帝国屠杀亚美尼亚人。 後來在蘇聯解體後，亞美尼亞當局因此事與土耳其長期交惡；但土耳其當局迄今拒絕承認事件是種族滅絕。 |
| 1915年至1918年              | 亞述人種族大屠殺             | 15万至30萬人                  | 鄂圖曼土耳其                             | 鄂圖曼土耳其屠杀境内亚述人。 |
| 1916年至1919年              | 希臘種族滅絕                 | 約45萬至90万人                | 鄂圖曼土耳其                             | 鄂圖曼土耳其屠杀小亚细亚半岛东北部的希腊人。 |
| 1918年                      | 红色恐怖                     | 约100万                       | 俄罗斯                                   | |
| 1919年3月                   | 三一運動                     | 約8000人                      | 韩国首爾                                 | 日本朝鮮總督府武力鎮壓朝鮮獨立運動人士。 |
| 1920年3月至5月              | 尼港事件                     | 約700人                       | 俄國尼科來夫斯克                         | 日本平民遭到俄羅斯共產游擊隊屠殺。 |
| 1920年10月                  | 间岛惨变                     | 约1万人                       | 中国琿春                                 | 日本军对居住在中国延边琿春（朝鮮半島方面称之为间岛）地区的朝鮮族进行扫荡和屠杀事件。 |
| 1922年                      | 捷成事件                     | 约70人                        | 葡属澳门                                 | 葡萄牙警察向华工亂槍掃射。 |
| 1923年1月1日至7日           | 罗斯伍德大屠杀               | 27至150人                     | 美国罗斯伍德                             | 一场以种族主义为动机针对黑人的屠杀。 |
| 1923年9月                   | 东瀛惨案                     | 约6750人                      | 日本东京                                 | 东京一带发生关东大地震，日本军国主义暴徒趁混乱之际，对聚居在东京大島町一带的温州、青田籍旅日华工肆虐屠杀，750多名华工被害。大约有6000名朝鮮人被日本军国主义的“黑龙团”赶到一起，百般嘲弄、污辱，进行所谓的“街道审判”后，推到地震幸存者面前斩首示众，这些人成为地震灾害发生后无辜的政治上的替罪羊。           |
| 1925年6月23日               | 沙基惨案                     | 61人                          | 中国广州                                 | 英国士兵开枪镇压广州共产国际领导下的周恩來策划的示威和罢工行动，造成严重伤亡的事件。共产国际的计划也随之失败。 |
| 1926年3月18日               | 三一八惨案                   | 47人                          | 中国北平                                 | 由中国国民党与中国共产党共同在北京发动群众运动与学生运动，被北洋政府以武力镇压。 |
| 1926年9月5日                | 万县惨案                     | 约640人                       | 中国重庆                                 | 中英冲突。英舰“嘉禾”号、“威警”号和“柯克捷夫号”随即进迫万县江岸，并开炮轰击万县市区近3个小时，发射炮弹和燃烧弹300余发，万县中国军民死伤惨重。 |
| 1927年3月                   | 南京事件                     | 约40人                        | 中国南京                                 | 中國國民黨北伐军队攻占南京時，發生的暴力排外、英美军舰炮击南京、导致中外人员伤亡的事件。 |
| 1927年3月31日               | 三·三一惨案                  | 2000余人                      | 中国重庆                                 | 四川国民党左派和中共重庆地委组织召开“重庆各界反对英美炮击南京市民大会”，遭到四川军阀刘湘镇压。多人被杀害。 |
| 1927年4月                   | 四一二事件                   | 超過300人                     | 中国上海                                 | 蔣介石為防止蘇聯借中共滲透，顛覆國民政府，逮捕，處決中共黨员、同情中共者以及國民黨左派人士。 |
| 1928年5月3日                | 五三慘案                     | 六千人                        | 中國濟南                                 | 日軍藉口革命軍對城內的日本僑民進行搶劫、強姦、屠殺12人，而出動軍隊蓄意屠殺中國軍人與民眾六千餘人。其中，國民黨戰地政務委員會派遣濟南的外交處處長兼國民政府外交部特派山東交涉員蔡公時及署內職員17人被日軍虐殺。慘案發生後，日方否認日軍屠殺中國軍民，並要南京國民政府道歉、賠償、懲凶，並於5月11日攻佔濟南。 |
| 1928年7月21日               | 凉州事变                     | 约1600人                      | 中国甘肅武威                             | 国民军与甘肃回族军阀的武装冲突，随后回族军阀开始对普通民众进行屠杀。 |
| 1928年9月                   | 鳳翔大屠殺                   | 約4000人                      | 中國陝西鳳翔                             | 陝西省主席宋哲元下令殺害陝軍党玉琨部俘虜。 |
| 1932年9月16日               | 平頂山慘案                   | 3000餘人                      | 中國撫順                                 | 九一八事變後，日軍對撫順平頂山及附近村落村民的屠殺。 |
| 1933年6月                   | 克孜尔大屠杀                 | 800人                         | 中国喀什                                 | 东突厥斯坦伊斯兰共和國指稱回族不重視宗教，并打破了他们的不攻击汉族和回族平民的协议；维吾尔族和柯尔克孜族组成的东突厥斯坦军队对叶尔羌新城至喀什一线撤退中的回族军民展开屠杀。 |
| 1936年11月－12月            | 帕拉奎洛斯大屠殺             | 2,000－3,000人                | 西班牙                                   | |
| 1937年7月29日               | 通州事件                     | 223–260人，212                | 中国北平通州                             | 中國的通州保安隊士兵於中国抗日战争期間在通州屠殺日本僑民。 |
| 1937年12月13日至1938年2月   | 南京大屠杀                   | 4万－30万人                   | 中國南京                                 | 日本军於第二次世界大战中国抗日战争期间在当时中国首都南京屠杀中国平民。 |
| 1937年至1938年              | 大清洗                       | 超過200萬人                   | 蘇聯                                     | 史達林對蘇聯共產黨內部的「清洗」以及無辜人員的迫害。 |
| 1937年至1938年              | 文尼察大屠殺                 | 9000至11000人                 | 乌克兰                                   | 蘇聯內務人民委員會在1937年至1938年大清洗時期在烏克蘭文尼察進行的大規模處決。 |
| 1937年至1939年              | 大鎮壓                       | 20,000至35,000人              | 蒙古人民共和國                           | 在霍爾洛·喬巴山領導下，於1930年代進行的大規模鎮壓運動，在1937年至1939年達到高潮。 |
| 1938年6月9日                | 花园口决堤                   | 89,300人，间接死亡30-80余万人 | 中国                                     | 为阻止日军西进，国民政府军事委员会委员长蒋中正采取“以水代兵”的办法，下令扒开位于中国河南省郑州市区北郊17公里处的黄河南岸的渡口花园口，造成人为的黄河决堤改道，虽阻缓了日军机械化行军速度，然形成大片的黄泛区，史称花园口决堤。                                                                              |
| 1938年至1943年              | 重庆大轰炸                   | 1万人                         | 中国重庆                                 | 日本对战时中國陪都重庆进行了长达6年半的战略轰炸。 |
| 1938年4月12日至14日         | 三灶大屠杀                   | 2,891人                       | 中国廣東珠海                             | 日本皇軍在中國珠海三灶島製造的屠殺事件。 |
| 1938年5月8日                | 即墨毛子埠惨案               | 约180人                       | 中国青岛                                 | 侵华日军杀害无辜群众事件。 |
| 1940年4月至5月              | 卡廷大屠殺                   | 2萬至3萬人                    | 蘇聯                                     | 蘇聯紅軍屠殺波蘭戰俘，原本蘇聯將此事件推諉給納粹德國，後來在蘇聯解體後的解密檔案曝光才將此事公諸於世。 而波蘭當局曾因此事件，提議禁止任何共產黨圖騰及相關活動。 |
| 1941年1月25日               | 潘家峪惨案                   | 1230人                        | 中国唐山                                 | 日军在河北省丰润县潘家峪村的屠杀暴行。 |
| 1941年12月7日               | 珍珠港事件                   | 约2403人                      | 美国珍珠港                               | 大日本帝国海軍對美國海軍夏威夷領地珍珠港海軍基地的一次突襲作戰。 |
| 1941年至1945年              | 猶太人大屠殺                 | 約600萬人                     | 歐洲                                     | 納粹德國對歐洲猶太人的種族滅絕，後來歐洲各國在戰後立法禁止任何形式的納粹文宣及活動。 |
| 1941年至1945年              | 烏斯塔沙大屠殺               | 約60萬人                      | 克羅埃西亞                               | 烏斯塔沙組織對境內少數民族及異議份子的屠殺。 |
| 1941年-1945年               | 吞灭                         | 约150万                       | 歐洲                                     | 納粹德國對歐洲罗姆人的種族滅絕，後來歐洲各國在戰後立法禁止任何形式的納粹文宣及活動。 |
| 1941年至1944年              | 列寧格勒圍城                 | 約80萬人                      | 蘇聯                                     | 納粹德國與芬蘭聯軍包圍列寧格勒，從1941年9月8日到1944年1月27日，總計872天。 |
| 1941年                      | 娘子谷大屠殺                 | 约13万人                      | 乌克兰娘子谷                             | 納粹黨在第二次世界大戰進攻蘇聯期間屠杀无辜的乌克兰犹太人。 |
| 1941年10月                  | 1941年敖德薩大屠殺           | 约125,000至134,000            | 乌克兰敖德薩                             | 納粹黨在第二次世界大戰進攻蘇聯期間屠杀无辜的乌克兰犹太人。 |
| 1942年2月18日至3月4日       | 肅清大屠殺                   | 5千                           | 新加坡                                   | 日軍對新加坡和马来西亚華人和峇峇娘惹的計畫性屠殺。 |
| 1942年                      | 巴丹死亡行军                 | 4萬人                         | 菲律宾巴丹半岛                           | 日軍屠殺盟军战俘。 |
| 1942年4月18日               | 空袭东京                     | 50人                          | 日本东京                                 | 美國向日本本土首次进行的空中轟炸攻擊任務，以作为对日军突袭珍珠港的报复。 |
| 1942年5月27人               | 北疃惨案                     | 约800人                       | 中国河北定县                             | 侵华日军在河北定县（现定州市）北疃村对平民使用化学武器，导致大量平民伤亡的事件。 |
| 1942年6月至1945年10月17日   | 泰缅铁路                     | 约15万以上                    | 泰国、缅甸                               | 大日本帝國在第二次世界大戰期间為了占領英屬緬甸修建连结泰國曼谷和緬甸仰光的鐵路。日軍在泰国和缅甸屠殺了大約150萬泰米尔奴力工人。 |
| 1943年1月28日               | 东安惨案                     | 73人                          | 中国福建霞浦                             | 中华民国税警团在福建省霞浦县东安村发动的对当地及福州籍居民的一起屠杀事件。 |
| 1943年5月7日                | 野场惨案                     | 118人                         | 中国保定                                 | 侵华日军在河北省完县野场村东北（现属河北省保定市顺平县大悲乡野场村）制造的一起屠杀事件。 |
| 1943年5月9日至5月12日       | 湖南厂窖惨案                 | 3.3萬人                       | 中国湖南                                 | 大日本帝国的日本军于中国湖南省厂窖屠杀手无寸铁的平民。 |
| 1943年5月23日               | 凯尔采公墓大屠杀             | 2.1万人                       | 波兰凯尔采                               | |
| 1943年7月24日至8月3日       | 汉堡大轰炸                   | 5万人                         | 德国汉堡                                 | 英国皇家空军对德国第二大城市，重要港口和工业中心汉堡进行多次猛烈轰炸。 |
| 1944年8月5日至12日          | 沃拉大屠殺                   | 4万至5万                      | 波兰                                     | |
| 1944年                      | 伏伊伏丁那大屠殺             | 3.4萬人                       | 塞爾維亞                                 | 苏联红军及南斯拉夫共产党部队屠杀伏伊伏丁那地区的马扎尔族和日耳曼族平民。 |
| 1945年1月至2月              | 馬尼拉大屠殺                 | 约10萬至50萬人                | 菲律賓马尼拉                             | 日軍撤出菲律賓前對當地平民的大屠殺。 |
| 1945年2月13日至15日         | 德累斯顿轰炸                 | 超过2.5万人                   | 德國德累斯顿                             | 英国皇家空军和美国陆军航空軍对德国东部城市德勒斯登联合发动大规模空袭行动。 |
| 1945年                      | 大阪大空袭                   | 1万人                         | 日本大阪                                 | 美军多次对大阪进行战略轰炸的总称。 |
| 1945年3月10日至5月25日      | 东京大轰炸                   | 约10萬人                      | 日本东京                                 | 美国陆军航空军对日本东京的一系列大规模战略轰炸。 |
| 1945年5月2日                | 月塘村惨案                   | 194人                         | 中国萬寧                                 | 侵華日軍在中國海南萬寧縣月塘村製造的一起屠殺事件。 |
| 1945年5月31日               | 台北大空袭                   | 1678人                        | 台灣台北                                 | 美軍的攻擊目標轉向對台灣一切有生軍力發動毀滅性掃蕩。 |
| 1945年6月30日               | 花冈惨案                     | 418人                         | 日本大馆                                 | 被擄中国劳工发动起义、殺了4個日本人後而被殺的事件。 |
| 1945年8月                   | 牡丹江事件                   | 660人                         | 中国黑龙江                               | 680位流离失所的日本侨民受到苏联红军虐殺的事件。事件生存者仅为20人。 |
| 1945年8月6日                | 廣島市原子彈爆炸             | 約20萬人                      | 日本廣島市                               | 人類史上首次在戰場上使用核武器。 |
| 1945年8月9日                | 長崎市原子彈爆炸             | 約14萬人                      | 日本長崎市                               | 人類史上第二次，也是至目前為止最後一次在戰爭中使用核武器。 |
| 1945年8月14日               | 葛根庙屠杀                   | 超过1000人                    | 中国兴安盟                               | 日本关东军军属被东北抗联和苏联红军虐殺的事件。 |
| 1947年                      | 二二八事件                   | 5千至2.8萬人                  | 台灣                                     | 由於臺灣省專賣局查緝員在臺北查緝私菸，以暴力手段取締並打傷及打死民眾，行政長官公署衛兵又開槍掃射請願民眾，於是爆發自國民政府接管臺灣以來因貪腐失政導致民不聊生所累積的民怨，引發軍民衝突，臺灣省行政長官陳儀暗中請求國民政府主席蔣中正從中國大陸增派兵力赴臺鎮壓，臺灣民眾遭到濫捕濫殺。                    |
| 1947年                      | 印巴分治种族冲突             | 约200万人                     | 印度和巴基斯坦                           | 印度人和巴基斯坦人分开的屠杀。 |
| 1948年                      | 濟州四·三事件                | 1.4萬至6萬人                  | 韓國濟州島                               | |
| 1948年                      | 代爾亞辛村大屠殺             | 约107人                       | 耶路撒冷                                 | 猶太恐怖組織伊爾貢屠殺巴勒斯坦村民。 |
| 1948年                      | 长春围困战                   | 约16万至60万人                | 中国长春市                               | 中华民国国军在长春城内进“粮食统一管理”，加之中国人民解放军禁止难民出城，长春市民大量饿死。 |
| 1948年4月-5月               | 城工部事件                   | 127人                         | 中国福建                                 | 中共闽浙赣省委对其下辖的城工部党员进行的一起屠杀事件。 |
| 1950年                      | 保導聯盟事件                 | 至少10萬人                    | 韩国                                     | 韩国李承晚政府殺害懷疑親共的民众。 |
| 1950年6月28日               | 漢城國立大學附屬醫院屠殺事件 | 700至900人                    | 韓國首爾                                 | 朝鮮人民軍殲滅醫院守軍後，無差別殺害醫護人員、住院平民及傷兵。 |
| 1950年10月17日至12月7日     | 信川大屠杀                   | 3.5万人                       | 朝鲜黄海南道信川郡                       | 韩战期间美军对信川郡进行大虐杀，信川郡人口减少1/4。 |
| 1950年至1953年              | 土地改革运动                 | 超过100万人                   | 中國                                     | |
| 1950年至1951年              | 鎮壓反革命運動               | 71萬至258萬人                 | 中國                                     | 中共建政後發動的第一場肅清反對勢力的運動，目的是鞏固新政權，穩定社會秩序。鎮壓對象以中國國民黨殘餘、特工、土匪勢力為主。 |
| 1951年1月6日至9日           | 江华岛屠杀事件               | 212至1300人                   | 韩国江华岛                               | 韓國國軍和民兵在仁川江华島屠殺手无寸铁的平民。 |
| 1951年2月9日至2月11日       | 居昌屠杀事件                 | 719人                         | 韩国居昌郡                               | 军队以“扫荡共匪”为由枪杀了700多名非武装平民。 |
| 1955年至1956年              | 肃反运动                     | 5.3万人                       | 中国                                     | 中國共產黨發動的一場政治運動，目標是肅清中共、政府、軍隊中的反革命分子。 |
| 1956年10月10日至12日        | 双十暴动                     | 59人                          | 英属香港                                 | 香港九龍及荃灣等地發生由香港亲中华民国团体和三合会人士为支持中華民國政府而對抗港英政府的示威活動。 |
| 1957年                      | 反右運動                     | 約55萬人                      | 中國                                     | 毛澤東採用「引蛇出洞方針」利用「大鳴大放」引出批評共產黨的知識份子，繼而進行思想改造、關押、處決。 |
| 1959年至1961年              | 三年大饥荒中的暴力事件       | 据估计从250万到1500万不等     | 中国大陆                                 | 大跃进、人民公社等导致大饥荒，导致1500万-5500万人死亡。期间发生了故意饿死人、杀人、食人等暴力事件；据历史学家冯客估计，至少250万人因此丧生、约占总死亡人数6%-8%。 |
| 1963年至1965年              | 四清运动                     | 约7.7万人                     | 中國                                     | 毛泽东在农村逐步推开的一场政治运动，意图“反修防修”，防止演变。 |
| 1964年7月21日及9月3日       | 新加坡种族骚乱               | 36人                          | 新加坡                                   | 华人社群与马来人社群之间发生种族冲突骚乱。 |
| 1965年至1966年              | 九三零事件                   | 50萬至100萬人                 | 印尼                                     | 蘇哈托在軍事政變後對印尼共产党人士的整肅，並對同情共產黨的華人進行屠殺。 |
| 1966年2月26日               | 长丘屠杀                     | 380人                         | 越南西山县                               | 韩军于越南战争中犯下的屠杀平民罪行。 |
| 1966年至1976年              | 文化大革命                   | 200萬至2000萬人               | 中國                                     | 知識分子受文革的政治迫害及批鬥而死亡。同時企圖對中國傳統文化進行徹底自我清洗。劉少奇、鄧小平等一系列改革派人士被定性為反黨人士遭到迫害甚至逼死，黨政軍高層也一度處於癱瘓。 |
| 1967年5月至12月             | 六七暴动                     | 51人                          | 英属香港                                 | 香港親共人士對抗英属香港政府的暴動。 |
| 1967年12月5日               | 达山村屠杀                   | 252人                         | 越南多乐省                               | 北越军于越南战争中犯下的屠杀平民罪行。 |
| 1968年1月30日               | 戊申顺化屠杀                 | 2800至6000人                  | 越南顺化                                 | 越南戰爭開始的「春節攻勢」期間，越南南方民族解放阵线和北越軍隊在順化戰役對平民的大規模屠殺。 |
| 1968年3月16日               | 美萊村屠殺                   | 347至504人                    | 越南廣南省                               | 美軍因懷疑當地村民掩護越共逃亡而下令屠殺。 |
| 1968年10月2日               | 特拉特洛尔科大屠杀           | 30至1000人                    | 墨西哥墨西哥城特拉特洛尔科的三种文化广场 | 学生的抗议游行遭到墨西哥政府镇压。 |
| 1969年5月13日至11月         | 五一三事件                   | 196人                         | 马来西亚吉隆坡                           | 马来西亚一場種族衝突事件。 |
| 1971年                      | 孟加拉国种族灭绝             | 約300萬人                     | 孟加拉                                   | 巴基斯坦軍隊血腥鎮壓孟加拉獨立運動。 |
| 1975年至1999年              | 東帝汶大屠殺                 | 10万至30万人                  | 東帝汶                                   | 强迫东帝汶人接受印度尼西亚当局统治，大印度尼西亚。 |
| 1975年4月17日至1979年1月7日 | 红色高棉大屠杀               | 200萬人以上                   | 柬埔寨                                   | 紅色高棉（柬埔寨共产党）政府的血腥恐怖極權統治時期。 |
| 1976年10月5日至6日          | 法政大学大屠杀               | 46人                          | 泰国曼谷                                 | 泰国右派民间组织在官方推波助澜下进入曼谷的泰国国立法政大学校园内对抗议独裁者他侬返国而聚集的学生施以暴行、性侵并将之杀害。 |
| 1977年至1978年              | 红色恐怖 (埃塞俄比亚)        | 5万至30万人                   | 埃塞俄比亚                               | 埃塞俄比亚军事独裁者海尔·马里亚姆·门格斯图发动的政治清洗运动。 |
| 1978年4月18日至4月30日      | 巴祝大屠杀                   | 3157人                        | 越南知宗县                               | 民主柬埔寨的武装力量红色高棉在越南安江省知宗县巴祝社进行屠杀，當地16,000名居民中，住在山腳邊的居民共3157人遇难，此事引发了柬越戰爭。 |
| 1980年5月18日至27日         | 光州事件                     | 約2000人                      | 韓國光州市                               | 韓國全斗煥軍政府武力鎮壓民主運動人士。 |
| 1981年6月24日               | 厦门公交車爆炸案             | 至少40人                      | 中国厦门                                 | 犯罪嫌疑人黃可芬因厭世、憤世嫉俗等多種原因，在購買了22包炸藥，700多只雷管後於公車上點燃引爆。 |
| 1982年2月                   | 哈馬大屠殺                   | 5000至2萬人                   | 敘利亞                                   | 敘利亞哈菲兹·阿萨德政府實行焦土政策，武力鎮壓遜尼派伊斯蘭分子的反政府人士。 |
| 1982年9月                   | 貝魯特難民營大屠殺           | 762至3500人                   | 黎巴嫩                                   | 基督教民兵對穆斯林難民的屠殺。 |
| 1983年7月                   | 黑色七月                     | 约400至3000人                 | 斯里蘭卡                                 | 僧伽罗人所发起的一场反泰米尔人暴动。 |
| 1984年7月18日               | 聖思多羅麦当劳大屠杀         | 22人                          | 美国聖地牙哥                             | 美国加州聖地牙哥附近的聖思多羅一間麥當勞餐廳內部及其周圍發生的一次大規模槍擊事件。 |
| 1984年10月31日              | 反錫克教暴動                 | 2700至4000人                  | 印度新德里                               | 總理英迪拉·甘地遭錫克教侍衛暗殺後，群眾在首都街頭對錫克教徒的攻擊，不少錫克教徒被殺。 |
| 1986年至1989年              | 安法爾屠殺                   | 約50000至182000人             | 伊拉克                                   | 薩達姆·海珊政權在兩伊戰爭期間對庫德族的武力迫害，隨後引起西方列強長期抵制。 |
| 1987年                      | 三七事件                     | 24                            | 中華民國烈嶼                             | 中華民國國軍射擊並屠殺無武裝的越南難民後毀證滅跡，經國會質詢與新聞報導後仍一再否認。 |
| 1988年8月8日                | 8888民主運動                 | 超過3000人                    | 緬甸                                     | 緬甸軍方鎮壓民主運動。 |
| 1989年6月4日                | 六四大屠殺                   | 10454人                       | 中華人民共和國北京                       | 八九民運期間，中國大陸各地學生和市民舉行遊行集會爭取民主自由，以鄧小平為首的中共不能接受一黨專政結束而下令中國人民解放軍發動大屠殺，其中解放軍部隊開槍與出動坦克車屠殺人民且對外屏蔽信息傳播。 |
| 1990年7月21日               | 闽平渔事件                   | 25人                          | 台湾宜兰县                               | 臺灣警備總司令部（警总）将76名福建渔民逮捕并封舱遣返，致使25人缺氧死亡之事件。 |
| 1991年                      | 東帝汶大屠殺                 | 271人                         | 東帝汶                                   | 印尼軍隊對反抗統治的東帝汶平民武力鎮壓。 |
| 1992年4月29日至5月4日       | 洛杉矶暴动                   | 53人                          | 美国洛杉矶                               | 該年4月29日當地陪審團宣判四名被控「使用過當武力」的警察無罪釋放，導致上千名對此判決不滿的非裔與拉丁裔上街抗議，最終引發一連串暴動，波及包括亞裔（特別是居於城中的韓裔）在內的各社群。 |
| 1994年3月31日               | 千岛湖事件                   | 32人                          | 中国杭州                                 | 24名台湾游客与8名中国大陆船员遭抢劫、被烧死。 |
| 1994年4月6日至7月           | 盧安達大屠殺                 | 約120萬至300萬人              | 盧安達                                   | 是胡圖族人對圖西族人進行的種族滅絕大屠殺，從1994年4月6日至7月中旬的一百天裡，約有50萬－100萬人被殺，約佔當時全國總人口的20％。 |
| 1994年9月20日               | 建国门事件                   | 至少24人                      | 中国北京                                 | 中国首都北京市建国门外的一场枪击命案。 |
| 1995年3月20日               | 东京地铁沙林毒气事件         | 14人                          | 日本东京                                 | 日本自第二次世界大战结束后所发生的较严重的恐怖事件之一，由奥姆真理教发动。造成14人死亡，6251人受伤，不少受害者终身健康受损。 |
| 1995年4月19日               | 俄克拉荷马城爆炸案           | 168人                         | 美国俄克拉荷马城                         | 一起针对美国俄克拉荷马城市中心艾尔弗雷德·P·默拉联邦大楼发起的本土恐怖主义炸弹袭击。 |
| 1995年7月                   | 斯雷布雷尼察屠殺             | 8000人                        | 波士尼亞                                 | 是於1995年7月發生在波士尼亞與赫塞哥維納的斯雷布雷尼察的一場大屠殺，造成大約8000名當地平民死亡。屠殺由拉特科·姆拉迪奇帶領下的塞族共和國軍隊在波士尼亞戰爭期間執行。 |
| 1998年2月14日               | 武汉公交爆炸案               | 16人                          | 中国武汉                                 | 一辆行驶于武汉长江大桥上的一路专线电车（无轨电车（车牌号鄂A63538自编号267-368））突然发生爆炸，经过侦查案件告破案件凶手为邹昌力和曹军弄。两人在爆炸案中死亡。 |
| 1998年5月                   | 黑色五月暴動                 | 约1200人                      | 印尼                                     | 印度尼西亚人民屠杀华人。 |
| 1998年8月7日                | 美国大使馆爆炸案             | 225人                         | 坦桑尼亚达累斯萨拉姆、肯尼亚内罗毕       | 美国驻东非坦桑尼亚首都达累斯萨拉姆的大使館和肯尼亚首都内罗毕的大使馆几乎同时遭遇汽车炸弹袭击的事件。 |
| 1999年4月20日               | 哥伦拜恩校园事件             | 13人                          | 美国傑佛遜郡                             | 兩名青少年學生—埃里克·哈里斯和迪伦·克莱伯德配備槍械和爆炸物進入校園，槍殺了12名學生和1名教師，造成其他24人受傷，兩人随即自殺身亡。這起事件被視為美國歷史上最血腥校園槍擊事件。 |

## 21世紀
| 時間                          | 事件                                      | 罹難人數                            | 地點                                         | 備註 |
| ----------------------------- | ----------------------------------------- | ----------------------------------- | -------------------------------------------- | --- |
| 2001年3月16日                 | 靳如超爆炸案                              | 108人                               | 中国石家庄                                   | 河北石家庄一起恶性爆炸刑事案件。 |
| 2001年9月11日                 | 九一一事件                                | 2,986人                             | 美國紐約、華盛頓、賓夕法尼亞州               | 蓋達組織對美國發動的恐怖攻擊，為人類史上與航空器相關災難中死傷最慘重的災難。 |
| 2002年10月12日                | 巴厘岛爆炸案                              | 202人                               | 印尼巴厘岛                                   | 印尼回教祈祷团恐怖组织引起的恐怖袭击，该袭击是印尼历史上死亡人数最多的恐怖袭击。 |
| 2002年10月23日                | 莫斯科歌剧院胁持事件                      | 129人                               | 俄罗斯莫斯科                                 | 俄罗斯莫斯科发生车臣武装分子劫持人质事件。 |
| 2003年2月18日                 | 大邱地铁纵火案                            | 192人                               | 韩国大邱                                     | 一輛隸屬韓國大邱都市鐵道公社的地鐵列車在大邱市中央路站被縱火，因為地鐵工作人員的應對不當，火勢波及另一輛列車，最終導致192名乘客死亡，147人受傷，兩組列車與車站主體被完全燒毀。 |
| 2003年至2010年                | 達爾富爾衝突                              | 200,000至450,000人                  | 蘇丹西部達爾富爾地區                         | 蘇丹政府軍在民兵組織金戈威德的支持下，與反抗時任總統奧馬爾·巴希爾專制統治的反叛組織發生衝突。 |
| 2004年2月6日                  | 莫斯科地铁爆炸事件                        | 41人                                | 俄罗斯莫斯科                                 | 莫斯科地铁列车上的一起恐怖分子自杀式爆炸。 |
| 2004年3月11日                 | 马德里三一一连环爆炸案                    | 191人                               | 西班牙马德里                                 | 針對西班牙首都馬德里市郊鐵路系統的恐怖主義炸彈襲擊。 |
| 2004年8月24日                 | 俄罗斯飞机爆炸事件                        | 89人                                | 俄罗斯图拉州、罗斯托夫州                     | 俄罗斯两架民航客机从莫斯科的多莫杰多沃机场起飞后，几乎同时在图拉州和罗斯托夫州坠毁。两架客机上的89名乘客和机组人员全部遇难。 |
| 2005年7月7日                  | 伦敦七七爆炸案                            | 56人                                | 英国伦敦                                     | 四名爆炸嫌疑犯袭击数个伦敦地铁站和巴士。英国政府和首相托尼·布莱尔将事件定性为恐怖主义袭击。 |
| 2005年10月1日                 | 巴厘岛爆炸案                              | 22人                                | 印尼巴厘岛                                   | 印尼巴厘島的一連串爆炸案。 |
| 2007年4月16日                 | 弗吉尼亚理工大学校园枪击案                | 33人                                | 美国弗吉尼亚州黑堡镇                         | 美國歷史上死亡人數最多的校園槍擊案，也是美國歷史上死亡人數第三多的槍擊事件 |
| 2007年11月7日                 | 約凱拉校園槍擊事件                        | 9人                                 | 芬蘭新地區圖蘇拉                             | 襲擊者進入凱拉中學槍殺6名學生（5男1女）、校長及校護，最後吞槍自殺，並在行兇前數小時在YouTube上發表影片。 |
| 2008年3月14日                 | 西藏骚乱                                  | 22至150人                           | 中国西藏                                     | 部分藏族示威者為了纪念1959年3月10日武装起義49周年，在中國的藏区、藏南的部分藏族激进人士集体抗议。但後來演变成藏族抗爭者襲擊漢族、回族平民和商店、汽车等民用设施。 |
| 2008年8月4日                  | 喀什袭击事件                              | 17人                                | 中国喀什                                     | 两名男子驾车对正在出操的喀什市边防支队武警发动袭击，共造成武警17人死亡、15人受伤。 |
| 2008年11月26日                | 孟买连环恐怖袭击                          | 195人                               | 印度孟买                                     | 恐怖分子在孟买南区12处不同地点几乎同时展开袭击，大多是孟买的标志性建筑和旅游胜地。 |
| 2008年12月27日至2009年1月18日 | 加沙戰爭                                  | 1,417人                             | 加薩走廊                                     | 以色列為反擊近日來自加薩走廊的哈馬斯武裝團體以火箭炮侵犯，以「鑄鉛行動」為代號發動這場戰爭。以色列除攻打所有哈馬斯所藏匿地點外，並多方侵入民宅區對巴勒斯坦民眾進行屠殺；另把攻擊目標延伸至醫院與由學校闢成的聯合國難民營。攻擊平民時曾使用白磷彈與尚待試驗階段的化學炸藥。 |
| 2009年6月5日                  | 成都6·5公車燃烧事件                       | 27人                                | 中国成都                                     | 一起特大故意放火刑事案件，犯罪嫌疑人为62岁的江苏省苏州市人张云良，张云良已在6月5日当场死亡。 |
| 2009年7月5日                  | 乌鲁木齐七五事件                          | 197人                               | 中国新疆维吾尔自治区乌鲁木齐市               | 乌鲁木齐七五事件是2009年7月5日在中国新疆维吾尔自治区首府乌鲁木齐市爆发的一场大规模骚乱与暴力活动。起初只是一场示威活动，后演变成维吾尔族人针对汉族人的暴力袭击，当天至少有1000名维吾尔族人参与了这场暴力活动。这起事件一共造成至少197人死亡，大部分为汉族，另有1721人受伤，以及大量车辆、建筑物被摧毁。 |
| 2009年7月17日                 | 雅加达酒店爆炸案                          | 9人                                 | 印尼雅加达                                   | 印尼首都雅加達市內的麗思卡爾頓酒店和萬豪酒店相繼遭受炸彈襲擊。 |
| 2009年11月23日                | 马京达瑙大屠杀                            | 58人                                | 菲律宾马京达瑙省                             | 瑪京達瑙省南部的安帕圖安鎮副鎮長埃斯梅爾·曼古達達圖參選省長，當日他的家人在遞交參選申請時連同隨行記者等多人遭擄走並殺害，死亡人數達到58人。 |
| 2011年                        | 迪埃奎屠殺                                | 超過300人，另有估計約1,000人        | 科特迪瓦迪埃奎                               | 瓦塔拉及巴博雙方的支持者被指殺害平民。 |
| 2011年3月至今                 | 敘利亞動亂                                | 12,040人－17,500人（2012年5月估計） | 敘利亞                                       | 引發敘利亞內戰。 |
| 2011年7月22日                 | 挪威政府大樓爆炸案和槍擊案                | 77人                                | 挪威奧斯陸、於特島                           | 極右派人士向左派支持者發動的恐怖攻擊。 |
| 2011年10月                    | 蘇爾特屠殺                                | 300人至2151人                       | 利比亞蘇爾特                                 | 懷疑是反對派武裝部隊殺害卡扎菲支持者。 |
| 2012年2月28日                 | 叶城暴力恐怖袭击事件                      | 13人                                | 中国喀什地区                                 | 暴力团伙一行人来到叶城县幸福路步行街，持刀、斧疯狂砍杀平民，当场致13人死亡。 |
| 2012年8月                     | 馬里卡納屠殺                              | 34人                                | 南非馬里卡納市（Marikana）                   | 南非一個白金礦有3,000工人罷工，警方驅散工人時，雙方爆發衝突，警方開槍射殺工人，造成34人死亡，是種族隔離政策結束後其中最血腥的鎮壓示威行動。 |
| 2012年12月14日                | 桑迪·胡克小学枪击案                       | 28人                                | 美国纽敦                                     | 美国康涅狄格州費爾菲爾德縣纽敦鎮桑迪·胡克小學发生一起枪击案，此事件是美国历史上死亡人数第二多的校园枪击案。 |
| 2013年6月7日                  | 厦门公車纵火案                            | 47人                                | 中国厦门                                     | 犯罪嫌疑人陈水总，经警方深入、细致地侦查和技术比对，并在其家中查获遗书，证实陈水总因自感生活不如意，悲观厌世，而泄愤纵火。 |
| 2013年6月26日                 | 鄯善县“6·26”暴力恐怖袭击事件              | 24人                                | 中国喀什地区                                 | 多名暴徒先后袭击鲁克沁镇派出所、特巡警中队、镇政府和民工工地，放火焚烧警车。 |
| 2014年3月1日                  | 昆明三一事件                              | 35人                                | 中國昆明                                     | 十餘名統一著黑色服裝的维族恐怖分子持械衝入昆明火車站廣場、售票廳，見人即砍，造成人員傷亡。 |
| 2014年5月22日                 | 乌鲁木齐市‘5·22’暴力恐怖案                | 43人                                | 中国乌鲁木齐                                 | 两辆越野车自北向南开过来，冲破防护隔离铁栏，冲撞碾压早市上的人群，车子停下时，已有十几人受伤躺地。之后车上的人向外掷爆炸物，车辆再猛烈爆炸，一连十多响爆炸声，持续数分钟之久。 |
| 2014年6月                     | 斯派克軍營屠殺                            | 約1,700人（宣稱）                   | 伊拉克                                       | 伊斯蘭國武裝分子屠殺政府軍俘虜。 |
| 2014年7月8日至8月27日         | 以巴衝突                                  | 近2,150人（尚待統計）               | 加薩走廊                                     | 以色列政府宣称，6月12日哈馬斯武裝團體的成員綁架以色列3名青少年，隨後以色列與巴勒斯坦雙方連續發生多場暴力衝突。7月8日以色列展開代號稱為「防務之刃」的軍事行動，大舉侵入加薩走廊以掃除哈馬斯武裝團體所藏匿的地道。與加沙戰爭一樣，在這場戰事內仍有針對巴勒斯坦平民的屠殺，其中有25%死者為兒童。以色列除百般轟炸民房外，再度大舉轟炸醫院與聯合國難民營，為此多次對外放出未予求證的敵軍藏匿聲明。以色列軍方並多次轟炸載有傷患的救護車，因而導致多名醫護人員死亡。一些城鎮在戰後化為廢墟。 |
| 2014年7月17日                 | 马来西亚航空17号班机恐怖襲擊              | 298人                               | 乌克兰多列士                                 | 马来西亚航空17号班机从荷兰阿姆斯特丹史基浦机场飞往马来西亚吉隆坡国际机场航线时，在靠近俄罗斯边界的乌克兰领空内33,000英尺（10,000米）高空被俄軍使用山毛榉导弹攻击以致空中解体并坠毁的由俄羅斯正規軍發動的一場恐怖攻擊 |
| 2014年7月28日                 | 莎车县暴恐袭击案                          | 37人                                | 中国喀什地区                                 | 暴徒袭击艾力西湖镇政府、派出所，并有部分暴徒窜至荒地镇，打砸焚烧过往车辆，砍杀无辜群众。 |
| 2014年9月21日                 | 轮台县爆炸案                              | 约50人                              | 中国新疆轮台县                               | 该事件由一名陌生人通过电话下达行动指令。 |
| 2014年9月26日                 | 墨西哥警方屠殺學生案                      | 43人                                | 墨西哥格雷羅州                               | 墨西哥格雷羅州（Guerrero）伊瓜拉市（Iguala）市長阿巴卡（José Luis Abarca Velazquez）下令警方鎮壓示威抗議學生，隨後警方夥同毒販鎗決遭逮捕之43名學生並焚屍。另有6人在抗議現場遭警方擊斃。 |
| 2015年8月17日                 | 曼谷爆炸案                                | 20人                                | 泰国曼谷                                     | 袭击是针对泰国将境内的维吾尔族恐怖嫌犯驱逐回中国，而不让他们去土耳其避难而报仇 |
| 2015年9月13                   | 耶路撒冷清真寺襲擊 （页面存档备份，存于） | 50人                                | 巴勒斯坦                                     | 數十名以色列警察9月13日闖入耶路撒冷的阿克薩清真寺（Al-Aqsa Mosque），對寺內穆斯林進行攻擊。 |
| 2015年9月18日                 | 阿克苏煤矿袭击                            | 50人                                | 中国阿克苏地区                               | 一群武裝分離主義份子袭击了煤矿工人和保安人员，造成至少50人死亡，50人受伤。 |
| 2016年6月12日                 | 奧蘭多大屠殺                              | 50人                                | 美國佛羅里達州奧蘭多                         | 一團槍擊犯奧馬爾·馬丁，29歲的美國公民，在一個同性戀夜總會開槍，擊杀50人以上，並打傷53人以上。它是美國歷史中最慘烈的屠殺。 |
| 2016年7月26日                 | 相模原市残疾人福利院杀人案                | 19人                                | 日本國神奈川縣相模原市綠區                   | 植松聖攻撃精神疾病收容機構「津久井山百合園」。 |
| 2017年10月1日                 | 拉斯维加斯枪击案                          | 59人                                | 美国内华达州天堂市                           | 2017年10月1日，一场在美国内华达州天堂市赌城大道的“91号公路丰收”（Route 91 Harvest）露天乡村音乐节发生大规模枪击事件，造成59人死亡（包含凶手1人）是美国历史上最严重的大规模枪击事件。 |
| 2018年4月24日                 | 广东清远纵火案                            | 18人                                | 中国清远                                     | 清遠市的一家KTV遭到縱火，导致至少18人死亡5人受伤。 |
| 2018年5月13日至14日           | 泗水连环爆炸案                            | 26人                                | 印尼泗水                                     | 印尼第二大城市泗水三座教堂发生连环恐怖袭击。 |
| 2019年3月15日                 | 基督城清真寺槍擊案                        | 50人                                | 新西兰基督城光明清真寺                       | 澳大利亚极端分子布兰顿·塔兰特闯入清真寺内无差别枪击，并在社交媒体上直播，事件造成50人罹难。 |
| 2019年7月18日                 | 日本京都动画纵火案                        | 35人                                | 日本京都府宇治市伏见区桃山町                 | 日本一41岁男子青叶真司闯入京都市伏见区桃山町因幡的动画制作公司工作室“京都动漫”，泼洒汽油放火，造成35人死亡。 |
| 2020年1月8日                  | 乌克兰国际航空752号班机空难               | 176人                               | 伊朗德黑兰                                   | 乌克兰国际航空一架从伊朗德黑兰飞往乌克兰基辅的波音737-800客机在从德黑兰伊玛目霍梅尼国际机场起飞后不久坠毁，造成机上176名乘客和机组人员全部遇难。伊朗军方1月11日承认飞机是被“无意中”击落的。 |
| 2020年2月8日                  | 那空叻差是玛府枪击案                      | 30人                                | 泰国那空叻差是玛府                           | [ 64 ] |
| 2022年3月至4月初              | 布查大屠殺                                | 409至1000人                         | 烏克蘭基輔州布查                             | 俄罗斯军队在布查戰役期间杀害大量非作戰人員的烏克蘭平民，犯下種族滅絕的戰爭罪。 |
| 2022年3月至4月初              | 伊久姆大屠殺                              | 至少445人                           | 烏克蘭哈爾科夫州伊久姆                       | 俄羅斯軍隊在伊久姆爭奪戰後殺害大量非作戰人員的烏克蘭平民，犯下種族滅絕的戰爭罪。 |
| 2022年3月至4月初              | 亞吉德涅大屠殺                            | 至少17人                            | 烏克蘭切爾尼戈夫州切爾尼戈夫區亞吉德涅       | 俄羅斯軍隊在切爾尼戈夫戰役後，於亞吉德涅殺害大量非作戰人員的烏克蘭平民，犯下種族滅絕的戰爭罪。 |
| 2022年5月9日                  | 厄瓜多监狱屠杀                            | 44人死亡，另108囚犯在逃             | 厄瓜多圣多明各贝拉维斯塔监狱                 | 中部圣多明各（Santo Domingo de los Colorados）监狱9日清晨发生暴动，帮派冲突至少造成44名囚犯丧生，另有逾100名囚犯趁隙逃脱。自2021年2月以来，厄瓜多监狱已5度发生暴动，合计造成约350名囚犯丧生。 |
| 2022年7月19日                 | 厄瓜多监狱屠杀                            | 13人                                | 厄瓜多圣多明各贝拉维斯塔监狱                 | 恶名昭彰的厄瓜多圣多明各城监狱再度爆发血腥打斗，厄国执法官员说，共造成13名囚犯死亡，另有2人受伤。 |
| 2023年10月7日                 | 2023年哈马斯袭击以色列                    | 至少1300名以色列人                  | 以色列                                       | 2023年10月7日，哈马斯和其他巴勒斯坦武装团体從加沙地帶對以色列鄰近地區發動大規模攻擊。杀害约一千名平民，并绑架247名平民和士兵。 |
| 2024年3月22日                 | 番红花城市大厅袭击                        | 至少144人                           | 俄罗斯莫斯科州克拉斯诺戈尔斯克番红花城市大厅 | 2024年3月22日，伊斯兰国呼罗珊省（另有说法是乌克兰国家安全局）于俄罗斯莫斯科州克拉斯诺戈尔斯克番红花城市大厅对无辜群众发动恐怖袭击，造成至少144人死亡551人受伤 |